# Malhamspitze
Malhamspitze to szczyt w grupie Venedigergruppe, w Wysokich Taurach w Alpach Wschodnich. Leży w Austrii, w Tyrolu Wschodnim. Góra ma cztery wierzchołki:
- północny (3373 m),
- środkowy (3364 m),
- południowy (3329 m)
- południowo-wschodni (3255 m).

Pierwszego wejścia, 12 lipca 1873 r., dokonali V. Hecht i Johann Außerhofer.